# Celles-sur-Durolle
Celles-sur-Durolle – miejscowość i gmina we Francji, w regionie Owernia-Rodan-Alpy, w departamencie Puy-de-Dôme.
Według danych na rok 1990 gminę zamieszkiwało 2040 osób, a gęstość zaludnienia wynosiła 52 osoby/km² (wśród 1310 gmin Owernii Celles-sur-Durolle plasuje się na 103. miejscu pod względem liczby ludności, natomiast pod względem powierzchni na miejscu 98.).